# Explosion d'Avalon

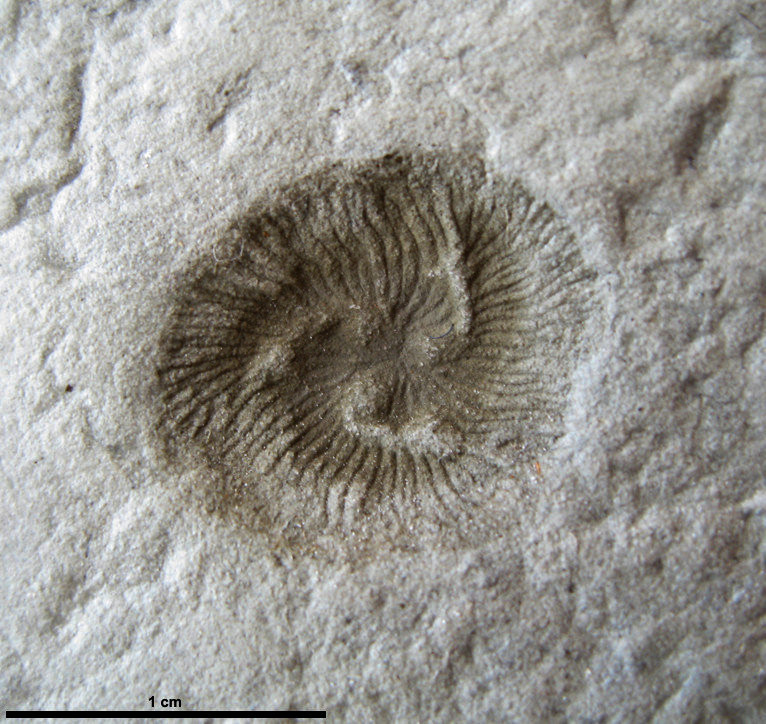
Exemple de faune de l'Ediacarien : Tribrachidium heraldicum

L'explosion d'Avalon, ou explosion d'Avalonia,, désigne la radiation évolutive intervenue il y a 575 Ma (millions d'années) durant l'Édiacarien, qui a donné les organismes multicellulaires complexes et macroscopiques connus sous le nom de faune d'Ediacara.
Ce moment évolutif apparaît semblable, mais indépendant, à l'explosion cambrienne qui aura lieu 33 millions d'années plus tard, par la relative rapidité de la diversification morphologique attestée par les fossiles précambriens.
Aux premières espèces édiacariennes d'Avalon (575 à 565 Ma) succèdent, avec un même plan morphologique mais plus diversifiées, celles des terrains fossilifères de la mer Blanche et de Nama.
Le nom provient de la péninsule d'Avalon, au Sud-Est de Terre-Neuve, où un premier fossile d'Aspidella fut découvert en 1868.